# Brachystegia wangermeeana
Brachystegia wangermeeana är en ärtväxtart som beskrevs av De Wild. Brachystegia wangermeeana ingår i släktet Brachystegia och familjen ärtväxter. Inga underarter finns listade i Catalogue of Life.